# Мухровані
Мухровані (груз. მუხროვანი) — село у регіоні Кахеті, Грузія, у якому базується військова частина, що була задіяна у військовому заколоті 2009 року і ранішого заколоту за участю 60 солдатів 20 грудня 2004 року. Воно розташоване за 30 км на схід від столиці Тбілісі, і є місцем базування спеціальних підрозділів міністерства державної безпеки Грузії, десантної бригади з 1,000 військовослужбовців і танкового батальйону грузинської армії.